# Yousef Abu Jalboush
Yousef Abdel-Rahman Yousef Abu Jalbush (29 de maio de 1998), por vezes conhecido como Saysa, é um futebolista profissional jordano que joga como médio ofensivo no Al-Faisaly e na seleção nacional da Jordânia, antes de ingressar no Al Hussein FC.

## Marcha internacional
Foi convocado pela primeira vez para a equipa principal da Jordânia num jogo amigável que terminou com uma vitória por 2-0 sobre o Tajiquistão, em 1 de fevereiro de 2021[1], e foi chamado à seleção nacional para a Taça Asiática de 2023[2].

## Vida pessoal
Abu Jalboush recebeu a alcunha de Sissa em criança, em referência ao seu pai, que era apelidado de “Abu Sissa” pelos seus amigos.

## Conquistas
- Al-Faisaly

- Liga Profissional da Jordânia : 2018–19, 2022
- Taça da Federação da Jordânia : 2018–19, 2021
- Taça Escudo da Jordânia : 2022, 2023
- Supertaça da Jordânia : 2017, 2020